# Ugviri
Ugviri (gruzínsky უღვირი) je průsmyk přes Ugvirsko - Zagarský hřbet ve východní části Svanetie v pohoří Velký Kavkaz v Gruzii.

## Geografie
Průsmyk spojuje údolí řek:
- Mulchra (gruzínsky მულხრა), pravý přítok Inguri (severní svah)
- Inguri (jižní svah)

## Průjezdnost
Průsmykem vede dopravní spojení mezi Mestií a Ušguli, pokračující průsmykem Zagar do Dolní Svanetie.
V sedle průsmyku se nachází křižovatka cest.
Západním směrem odbočuje horská silnice po vrstevnici do Cvirmi. Východním směrem odbočuje a stoupá horská silnice k nově budovanému lyžařskému středisku na západním svahu Tetnuldu do nadmořské výšky přes 3000 m.